# 莉莉·哈特
莉莉·哈特（英語：Lily Hart，1997年3月11日—）是一名來自瑞士的AV女優，目前屬於T-POWERS經紀公司。

## 生平
來自瑞士，興趣是滑雪與滑冰。自五歲起在日本生活，約十歲時曾加入模特兒經紀公司但是在事業上並沒有起色。體育日本形容她是「內心大和撫子的金髮美女」。她很欣賞AV女優美樂蒂·馬克斯而且從她的作品學到很多。

## 註解
1. ↑  英語：，日语：
2. ↑  英語：，日语：

## 外部連結
- 莉莉·哈特的Instagram帳戶
- 莉莉·哈特的TikTok
- 莉莉·哈特的X（前Twitter）
- YouTube上的莉莉·哈特頻道